# Abbaye du Mont-Sion
L’abbaye Notre-Dame du Mont-Sion ou du Mont de Sion est une ancienne abbaye cistercienne, fondée au XIIIe siècle par des cisterciennes de l'abbaye de Saint-Pons de Gémenos. Elle a changé d'emplacement en 1361, à cause de la guerre. Les ancien et nouvel emplacements sont tous deux situés à Marseille, le premier sur l'actuelle place Jean-Jaurès, le second dans la rue des Convalescents.

## Histoire
L'abbaye du Mont-Sion est fondée suivant la volonté de Pierre Brémond, prévôt de la cathédrale de Marseille, auprès de l'église et de l'hôpital de « La Plaine », au début du XIIIe siècle. Elle est confiée en 1214 aux cisterciens de l'abbaye du Castelas (« des îles d'Hyères »), récemment fondée par le Thoronet. Cependant, les moines n'observent pas l'hospitalité aussi largement que les donateurs le souhaitent. Aussi, en 1242, l'évêque de Marseille, Benoît d'Alignan, fait-il appel à des religieuses,,.
En 1242, les religieuses de l'abbaye de Saint-Pons de Gémenos viennent fonder l'abbaye féminine, sous la direction de l'abbesse Nicole de Roquefort. Le Mont-Sion est une des trois fondations de Gémenos, avec Mollégès et l'Almanarre. L'abbaye est fondée dans l'hôpital Saint-Michel.
En 1361, durant la guerre de Cent Ans, l'abbaye est transférée à Marseille même, pour être plus à l'abri ; les religieuses tiennent alors l’Hôpital des Convalescents,. En 1563, la règle commence à tomber en désuétude et les religieuses délaissant la vie communautaire pour un isolement propice aux errements. S'ensuit un siècle de déclin. En 1682, l'abbaye est réformée par Jean Petit, abbé de Cîteaux. Jusqu'en 1696, trente-trois abbesses se succèdent à la tête de cette abbaye.